# Kwadjo Adjei Darko
Kwadjo Adjei Darko (* 10. Mai 1948 in Chiraa, Ghana) ist ein führender Politiker Ghanas. Er stammt aus Chiraa, einem Ort in der Brong Ahafo Region in Ghana, und ist studierter Erziehungswissenschaftler, Chemiker und Mathematiker.
Darko war zunächst als Minister für Bergbau (Minister of Mines) im Kabinett von John Agyekum Kufuor tätig. Im Kabinett wurde Darko im August 2004 Minister für lokale Verwaltung und ländliche Entwicklung (Minister of Local Government and Rural Development) und damit Amtsnachfolger von Stephen Asamoah-Boateng. Zwischen 2005 und Juli 2007 war er Staatsminister im Büro des Präsidenten (Ministers of State at the President's Office). Zum 1. August 2007 wurde er erneut Amtsnachfolger von Stephen Asamoah-Boateng, diesmal als Minister für lokale Verwaltung, ländliche Entwicklung und Umweltschutz.
Darko ist Mitglied der New Patriotic Party (NPP) und Mitglied des ghanaischen Parlaments für den Wahlkreis Sunayi West in der Brong Ahafo Region.
Darko ist verheiratet und hat drei Kinder.